# 茵達爾蒂·艾索里納
茵達爾蒂·艾索里納（印尼語：Indarti Issolina，1976年2月10日—），是一名已退役印尼女子羽球運動員，專門從事雙打比賽。
1995年，茵達爾蒂與艾瑪·艾爾馬瓦蒂一起贏得波蘭羽球公開賽女子雙打冠軍。1996年，她與德雅娜·隆班一起贏得德國羽球公開賽與泰國羽球公開賽女子雙打冠軍。
茵達爾蒂代表印尼參加1998年優霸盃，在對陣中國隊的決賽中，她與潔琳·瑞西安納出賽第一雙打，以7:15、1:15敗給葛菲/顧俊組合。最終印尼隊以1-4落敗而獲得亞軍。
她於2001年6月在與印尼國家隊隊友Wahyu Agung Setiawan結婚。